# Santuario de Nuestra Señora de Las Fuentes
La ermita de la Virgen de las Fuentes o el santuario de Nuestra Señora de las Fuentes o  se localiza en el macizo de las Fuentes de la sierra de Ávila, a unos 650 m de la cima del Puerto de las Fuentes por su vertiente N, en el término municipal de San Juan del Olmo.
Se encuentra junto a las fuentes donde nace el río Almar, lo que ha dotado al lugar de un componente de devoción, pagano al principio y sagrado después. Según la tradición cristiana, la Virgen de las Fuentes apareció en una laguna cercana, nacimiento también de otra de las fuentes del río Almar.
El templo actual data del último tercio del siglo XVII, con una sola nave de piedra de planta rectangular que está rematada por grandes arcos renacentistas y una bóveda de ladrillo plano. Las paredes están recubiertas por estuco barroco.
En el interior de la ermita se encuentra una imagen de la Virgen fechada en el siglo XII.
Junto al edificio principal se encuentra la sacristía, aneja, seis capillas y la casa del ermitaño, quien se ocupaba de su mantenimiento. Además, como en otras ermitas de la región, existe una plaza de toros de planta cuadrada, usada durante los festejos de la romería entre los que también se incluían representaciones teatrales. El escenario no se ha conservado.
Al igual que otras ermitas de la Sierra de Ávila —de la Virgen de Rihondo y de la Virgen del Espino—, la romería se celebra el tercer domingo del mes de septiembre, y, conforme a la tradición, se celebra la misa, procesión de la Virgen, subasta de los banzos y comida campestre popular, todo ello acompañado con el característico sonido de la gaitilla.[cita requerida]